# Virgile Barel
Pour les articles homonymes, voir Barel.
Virgile Barel, né le 17 décembre 1889 à Drap (Alpes-Maritimes) et mort le 7 novembre 1979 à Nice (Alpes-Maritimes), est un homme politique français, membre du Parti communiste français.
Figure importante de la vie politique niçoise, Virgile Barel s'oppose fermement, avant la Seconde Guerre mondiale, au Parti populaire français (PPF) de Jacques Doriot. Élu député pour la première fois sous le Front populaire, il garde son siège durant toute la Quatrième République et est doyen de l'Assemblée nationale lors de son dernier mandat de 1973-78. Il est conseiller municipal de Nice de 1947 à 1965, président de l'assemblée départementale des Alpes-Maritimes de 1945 à 1947, membre des deux assemblées constituantes après guerre, puis député de 1946 à 1951 sous la Quatrième République, et de nouveau entre 1956 et 1958, et à la fin des années 1960.

## Biographie

### De l'instituteur au permanent du parti
Virgile Barel est né à Drap, un village de la vallée du Paillon, d'un père artisan bourrelier et d'une mère couturière.
Entré à l’École Normale de Nice en 1906, il en sort major de sa promotion en 1909. Il est nommé à Breil, puis à Castellar et à Menton.
Sous-officier, puis officier pendant la Première Guerre mondiale, il est blessé trois fois au combat. Il reçoit la Croix de guerre et la Croix de la Légion d'honneur.
Ayant lu Le Feu d'Henri Barbusse et fortement éprouvé par son expérience de la guerre, il donne son adhésion à la SFIO en 1918, adhésion qui n'est acceptée qu'en 1919, après la guerre. Favorable à la rupture avec le socialisme d'« Union sacrée » et de « collaboration de classe », il adhère à la Troisième Internationale. En tant qu'instituteur, il milite dans les rangs de la Confédération générale du travail unitaire (CGTU) et écrit dans le bulletin syndical Notre Arme. En 1922, il fonde une section de l'Association républicaine des anciens combattants (ARAC) à Menton.
Après un premier voyage en URSS en 1928, qui le conforte dans ses convictions, il devient permanent du parti. Il obtient pour raisons médicales sa retraite anticipée d'instituteur en 1934. Homme de confiance de Maurice Thorez et de son équipe pour la Région Sud-Est, il devient cadre de l'organisation, chargé d'appliquer au milieu des années trente, la nouvelle ligne antifasciste. Il est l'un des fondateurs de l'hebdomadaire communiste Le Cri des travailleurs des A.-M. qui sort son premier numéro en janvier 1935.

### Député du Front populaire
Fort de la dynamique unitaire à Gauche, dont la SFIC est l'élément moteur, Virgile Barel s'impose comme le chef du Rassemblement Populaire. À l'occasion de deux campagnes électorales, l'élection cantonale de 1934 et les municipales de 1935 à Nice, il réalise un bon score dans les quartiers populaires de Saint-Roch et de Riquier. C'est dans cette troisième circonscription de Nice que Barel est élu député du Front populaire l'année suivante, en mai 36. De 1936 à 1939, il s'attache notamment à la création et au développement du tourisme populaire.
Favorable à une intervention en Espagne, il concentre toute la hargne anticommuniste et la haine xénophobe du Parti populaire français (PPF) de Jacques Doriot. Il apporte son aide pour le rapatriement des volontaires des Brigades internationales et l’évacuation des réfugiés espagnols vers l’Algérie, pour qu'ils puissent ensuite se réfugier en Union Soviétique.

### L'arrestation et la déportation en Algérie
Après la dissolution du Parti communiste en 1939 et celle du groupe communiste à la Chambre des députés, Virgile Barel, comme la plupart de ses camarades, adhère au groupe ouvrier et paysan français nouvellement créé. Il est arrêté le 8 octobre 1939, déchu de son mandat le 21 janvier 1940 et condamné le 3 avril 1940 par le 3e tribunal militaire de Paris à 5 ans de prison, 4 000 francs d'amende et 5 ans de privation de ses droits civiques pour reconstitution de ligue dissoute. Il est incarcéré dans treize prisons avant d'être déporté en Algérie.
Libéré de Maison Carrée deux mois après le débarquement allié en Afrique du Nord en 1943, Barel prend la direction du Secours populaire en Algérie et devient un proche collaborateur de François Billoux.

### L'après-guerre: une figure locale et nationale de la Quatrième République
En septembre 1944, de retour à Nice, il est nommé à la tête de la Délégation spéciale chargée de l'administration provisoire de la ville et doit faire face à de nombreux problèmes : l'épuration, le ravitaillement, le retour des prisonniers. Malgré la confiance que lui témoigne son électorat ouvrier, Barel est battu lors des premières municipales d'avril-mai 1945. Parallèlement il dirige le journal Le Patriote niçois.
Virgile Barel est conseiller municipal de Nice de 1947 à 1965, président de l'assemblée départementale de 1945 à 1947. Membre des deux assemblées constituantes, il est député de 1946 à 1951 sous la Quatrième République, puis de nouveau entre 1956 et 1958.
En 1949, alors que David Rousset, ancien résistant et déporté, publie dans Le Figaro littéraire un appel « aux anciens déportés des camps nazis et à leurs organisations » où il dénonce le goulag en URSS et propose la création d'une commission internationale d'enquête composée d'anciens déportés ayant pour but de vérifier sur place si le travail forcé est une composante du régime soviétique, Barel traite celui-ci d'écrivain hitlérien.

### La Cinquième République: le doyen de l'Assemblée
Battu en 1958 lors des premières élections législatives de la Ve République en raison du redécoupage électoral, il retrouve son siège en 1967, puis en 1968 et termine sa carrière comme doyen d'âge de l'Assemblée nationale de 1973 à 1978.
Militant communiste fidèle, Virgile Barel épouse la ligne du PCF pendant près de soixante ans, du Congrès de Tours à la période de Georges Marchais. Fondateur du communisme niçois, il incarne dès les années 50 sa mémoire historique. En 1967, il se présente comme le représentant du « vieux Nice populaire, avec ses familles laborieuses et ses multiples boutiques », et a pour slogan « un élu honnête, au service exclusif de la population ».
Enfant de la vallée du Paillon, il est profondément attaché à son terroir, sa « petite patrie » et est fier de parler sa langue. Il se veut l'héritier et le continuateur de la tradition révolutionnaire du « Midi rouge », incarnée à ses yeux par Auguste Blanqui et Garibaldi. Militant enraciné et dévoué, sa popularité déborde largement les rangs du PCF. On apprécie chez lui la simplicité, une certaine bonhomie, l'honnêteté et l'attachement au pays.
Il livre son dernier grand combat pour faire extrader en France Klaus Barbie, le « boucher de Lyon », responsable de la mort de son fils Max.
Virgile Barel meurt le 7 novembre 1979. Ses obsèques sont la dernière grande occasion pour le « peuple communiste » niçois, d'affirmer son existence, de se rassembler dans la célébration de son idéal.

## Honneurs
À Nice un boulevard porte son nom ainsi qu'une station du tramway. Une rue lui est également dédiée à Menton. Une place à Nice porte quant à elle le nom de son fils, résistant communiste mort héroïquement au champ d'honneur, Max Barel.

## Mandats
- 1936-1951 : Député des Alpes-Maritimes
- 1944-1945 : faisant fonction de maire de Nice à titre de Président de la délégation spéciale
- 1945-1947 : Président du Conseil général des Alpes-Maritimes
- 1956-1958 : Député des Alpes-Maritimes
- 1967-1978 : Député des Alpes-Maritimes

## Ouvrage
- Virgile Barel, Cinquante années de luttes, Paris, Éditions sociales, coll. « Souvenirs », 1966, 319 p.